# Miu Watanabe
Miu Watanabe (渡辺未詩 Watanabe Miu, nacida el 19 de octubre de 1999) es una luchadora profesional japonesa. Trabaja para Tokyo Joshi Pro Wrestling, promoción hermana de DDT Pro-Wrestling.

## Carrera

### Tokyo Joshi Pro Wrestling (2018-presente)
Watanabe es conocida por su tiempo en Tokyo Joshi Pro Wrestling. Hizo su debut en la lucha libre profesional el 4 de enero de 2018 en Tokyo Joshi Pro '18, donde se asoció con Pinano Pipipipi como "Up Up Girls" para derrotar a sus compañeras de cuadra Hikari Noa y Raku. Watanabe es conocida por ser parte de Up Up Girls Kakko Kari, que es un grupo de ídols popular en Japón. Watanabe pronto comenzó a buscar diferentes campeonatos. En el 5th Anniversary Shinkiba Tour 2018 el 4 de noviembre, participó sin éxito en una batalla real de 12 mujeres tanto por el Campeonato Princesa de Princesas como por el Campeonato Ironman Heavymetalweight ganado por Maki Itoh y que también involucró a Shoko Nakajima, Reika Saiki, Yuki Kamifuku, Yuna Manase y otras. Esa misma noche, Watanabe se asoció con Hikari Noa y Miyu Yamashita para derrotar a Hinano, Mizuki y Yuka Sakazaki.
En Wrestle Princess III el 9 de octubre de 2022, Watanabe derrotó a Alex Windsor para ganar el Campeonato Internacional de Princesa. Hizo su primera defensa del título en The Mountain Top 2022 el 29 de octubre, derrotando a Moka Miyamoto en el evento principal. En Tokyo Joshi Pro '23 el 4 de enero de 2023, Watanabe derrotó a Trish Adora para hacer su segunda defensa exitosa del título. En TJPW City Circuit Winter ~ Nagoya Performance el 18 de febrero, derrotó a Janai Kai para hacer su tercera defensa exitosa del título. El 18 de marzo, en Grand Princess '23, Watanabe perdió el título ante Rika Tatsumi, poniendo fin a su reinado a los 160 días.

### DDT Pro-Wrestling (2018-presente)
Debido a que TJPW está bajo el mismo pabellón de CyberFight, Watanabe ha competido en varios eventos de DDT Pro-Wrestling. Hizo su primera aparición en el DDT Tokyo Idol Festival 2018 el 3 de agosto, donde formó equipo con sus compañeras de Up Up Girls, Hikari Noa, Pinano Pipipipi, Raku y Danshoku Dino, para derrotar a Hyper Misao, Makoto Oishi, Yuki Kamifuku, Akari Saho, Aya Kajishima, Mayu Yoshikawa y Sanshiro Takagi. Watanabe también participó en algunos de los eventos exclusivos de DDT, como DDT Judgement, haciendo su primera aparición en Judgement 2019: DDT 22nd Anniversary el 17 de febrero, donde formó equipo con Hikari Noa y Natsumi Maki en un esfuerzo perdedor contra Bakurestu Sisters (Nodoka Tenma, Yuki Aino) y Yuna Manase como resultado de una lucha en equipos.

### Pro Wrestling NOAH (2021)
En el CyberFight Festival 2021, un evento cruzado promovido por DDT, TJPW y Pro Wrestling Noah el 6 de junio de 2021, Watanabe hizo equipo con Rika Tatsumi y luchó sin éxito contra Shoko Nakajima y Hyper Misao, y Bakuretsu Sisters (Nodoka Tenma y Yuki Aino).

## Campeonatos y logros
- Tokyo Joshi Pro Wrestling
  - Princess of Princess Championship (1 vez)
  - International Princess Championship (1 vez)
  - Princess Tag Team Championship (1 vez) – con Rika Tatsumi
  - Grand Slam Championship (Segundo)

- Pro Wrestling Illustrated
  - Situada en el Nº18 en el PWI Female 250 en 2024.